# 沃利茨湖

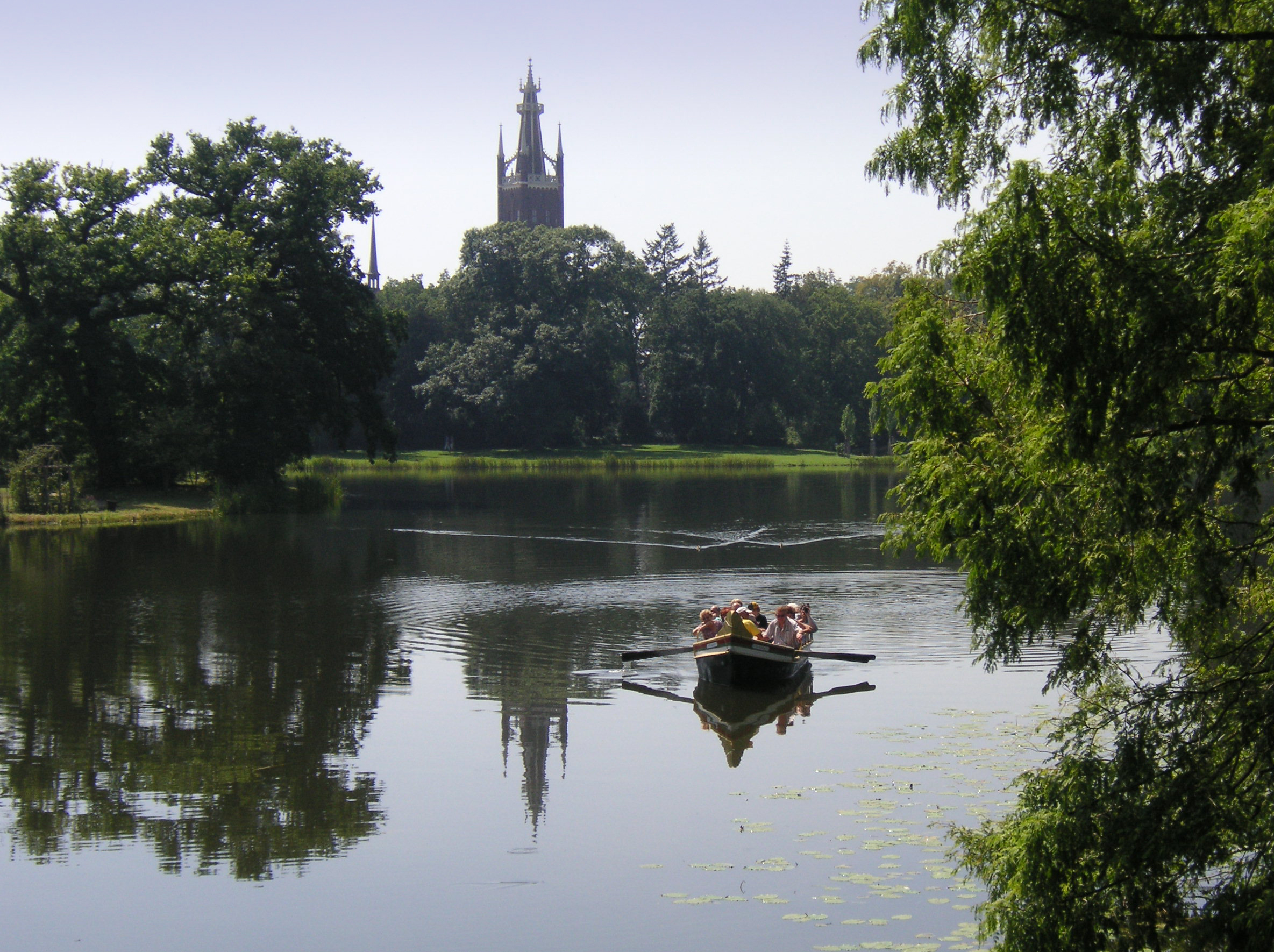

51°50′30″N 12°25′13″E / 51.84167°N 12.42028°E
沃利茨湖（德語：Wörlitzer See），是德國的湖泊，位於該國東北部，由薩克森-安哈爾特州負責管轄，處於維滕貝格縣，長2公里、寬0.1公里，海拔高度59米，平均水深2米，最大水深4米，湖岸線長度6公里。